# Poppy Gustafsson
Poppy Clare Veronica Gustafsson, baronne Gustafsson (née Prentis ; le 24 août 1982), est une femme d'affaires britannique et pair à vie du Parti travailliste qui occupe le poste de ministre d'État à l'Investissement depuis 2024.

## Jeunesse et éducation
Elle est née Poppy Clare Veronica Prentis le 24 août 1982 au Royaume-Uni, de John et Gilly Prentis. Son père dirige une entreprise de vente de produits agricoles et sa mère est journaliste pour Farmers Weekly. Ayant grandi à Huntingdon, dans le Cambridgeshire, elle fréquente l'école Hinchingbrooke. Elle obtient un baccalauréat en sciences (BSc) en mathématiques de l'Université de Sheffield en 2003 avant d'étudier pour obtenir un diplôme de comptabilité chez Deloitte, devenant expert-comptable en 2006.

## Carrière

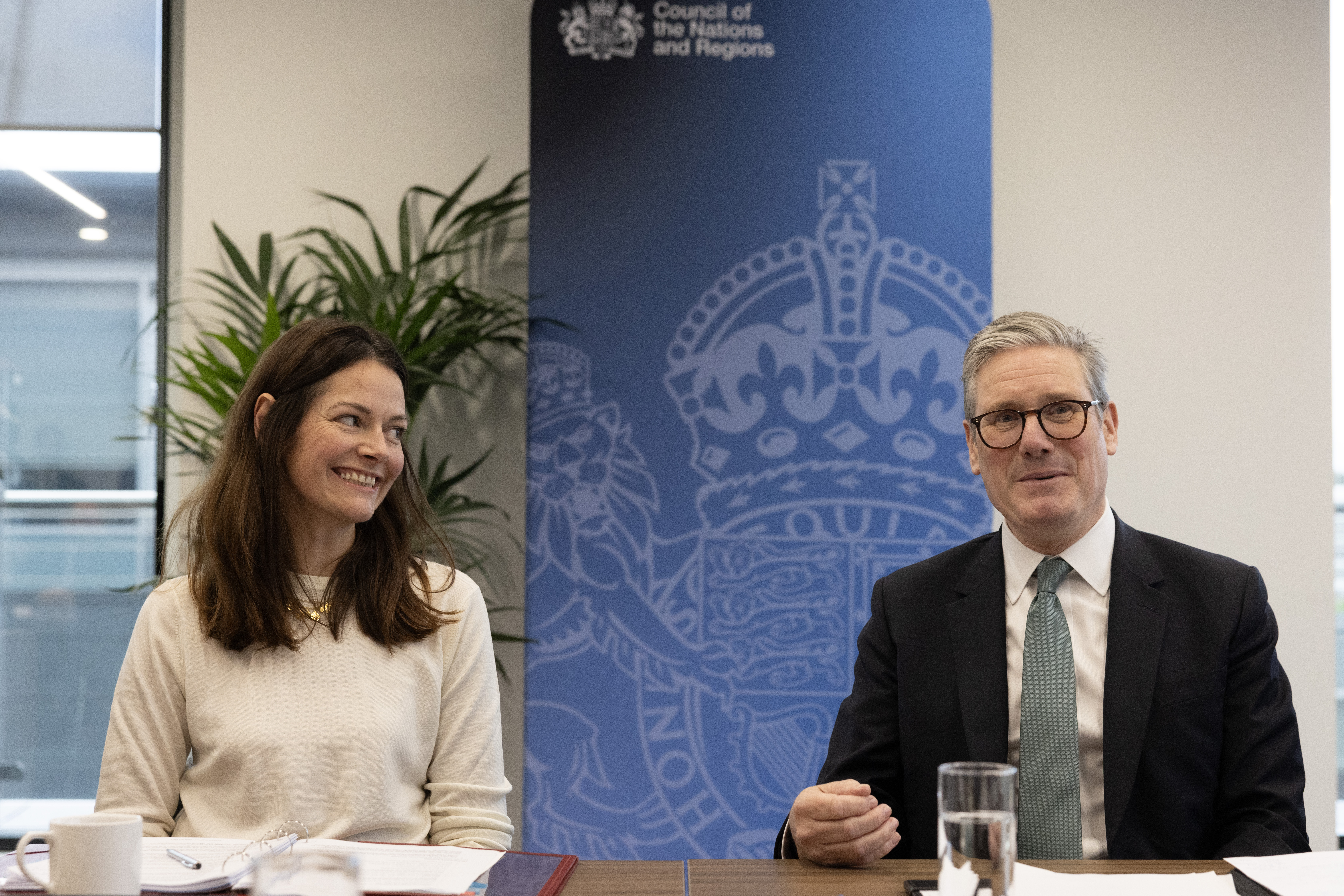
Gustafsson avec le Premier ministre Keir Starmer au Conseil des Nations et des Régions en 2024

Au début de sa carrière, elle travaille pour la société de Capital risque Amadeus Capital Partners. En 2009, elle rejoint Autonomy où elle travaille comme contrôleur d'entreprise jusqu'à l'acquisition de la société par HP.
Gustafsson cofonde Darktrace en 2013 et occupe initialement le poste de directeur financier. Elle occupe ensuite le poste de co-directrice générale en 2016 et devient l'unique PDG en 2020. Elle dirige l'introduction en bourse de Darktrace en 2021 et quitte la société en 2024 avant la finalisation de sa vente à la société de capital-investissement Thoma Bravo.
Le 10 octobre 2024, Gustafsson est nommée au gouvernement en tant que ministre d'État chargé de l'investissement par le Premier ministre Keir Starmer. Elle est créée pair à vie sous le titre de baronne Gustafsson, de Chesterton dans la ville de Cambridge, le 15 novembre pour lui permettre de siéger à la Chambre des lords.

## Vie privée
En 2008, elle épouse Roland Joel Gustafsson, un ingénieur suédois ; ils ont deux filles. Elle prend le nom de famille de son mari après la naissance de sa fille aînée ,. 
Elle est nommée Officier de l'Ordre de l'Empire britannique (OBE) lors des honneurs d'anniversaire de 2019 pour ses services au secteur de la cybersécurité puis devient Commandeur de l'Ordre de l'Empire britannique (CBE) lors des honneurs du Nouvel An 2025. Elle est nommée Femme d'affaires technologique de l'année lors des UK Tech Awards 2019. En 2022, elle reçoit un doctorat honorifique en sciences. Elle reçoit un doctorat (DSc) de l'Université de Sheffield, son alma mater.